# Rosornas krig
Rosornas krig, engelska Wars of the Roses, var en serie inbördeskrig som periodvis utkämpades om Englands tron åren 1455-1485 mellan ätterna av husen Lancaster och York. Båda ätterna, som var förgreningar av kungaätten Plantagenet, härstammade från kung Edvard III. Namnet Rosornas krig användes inte vid tiden för kriget, men har sitt ursprung i de märken som valdes av de båda kungaätterna, Lancasters röda ros och Yorks vita ros.
Kriget utkämpades till största delen av arméer bestående av beridna riddare och deras feodala trotjänare. Ätten Lancaster fick det mesta av sitt stöd i de norra och västra delarna av landet, medan ätten York huvudsakligen fick sitt från de södra och östra delarna. Rosornas krig, med sina stora förluster bland adeln, var en stor faktor i försvagningen av feodalväldet, vilket ledde till framväxten av en stark och centraliserad monarki under ledning av släkten Tudor.

## Förlopp

### Den omdiskuterade tronföljden
Motsättningen mellan de båda släktena började 1399 med att kung Rikard II störtades av sin kusin, Henrik Bolingbroke, hertigen av Lancaster. Henrik var son till Edvard III:s tredje son Johan av Gent och därför var Bolingbrokes anspråk på tronen svaga; kronan borde ha gått vidare till en ättling till Edvard III:s andre son, Lionel av Antwerpen. Trots detta kröntes Bolingbroke som Henrik IV och tolererades som kung eftersom Rikard II:s regering hade varit högst impopulär. Bolingbroke dog 1413 och efterträddes av sin son, Henrik V, som var en stor härförare och vars militära framgångar mot Frankrike i Hundraårskriget gav underlag för en enorm popularitet och möjlighet att stärka släkten Lancasters grepp om makten. Under Henrik V:s korta regeringstid inträffade en konspiration mot honom, ledd av Rikard, earl av Cambridge, som var son till Edmund av Langley och sonson till Edvard III. Rikard avrättades 1415 för förräderi i början av det fälttåg som ledde fram till slaget vid Agincourt. Hans maka, Anne Mortimer, hade också anspråk på tronen eftersom hon var ättling till Lionel av Antwerpen. Deras son Rikard, earl av Cambridge, skulle som vuxen komma att kämpa om kronan med den svage kung Henrik VI som efterträdde Henrik V när den senare dog 1422.

### Henrik VI

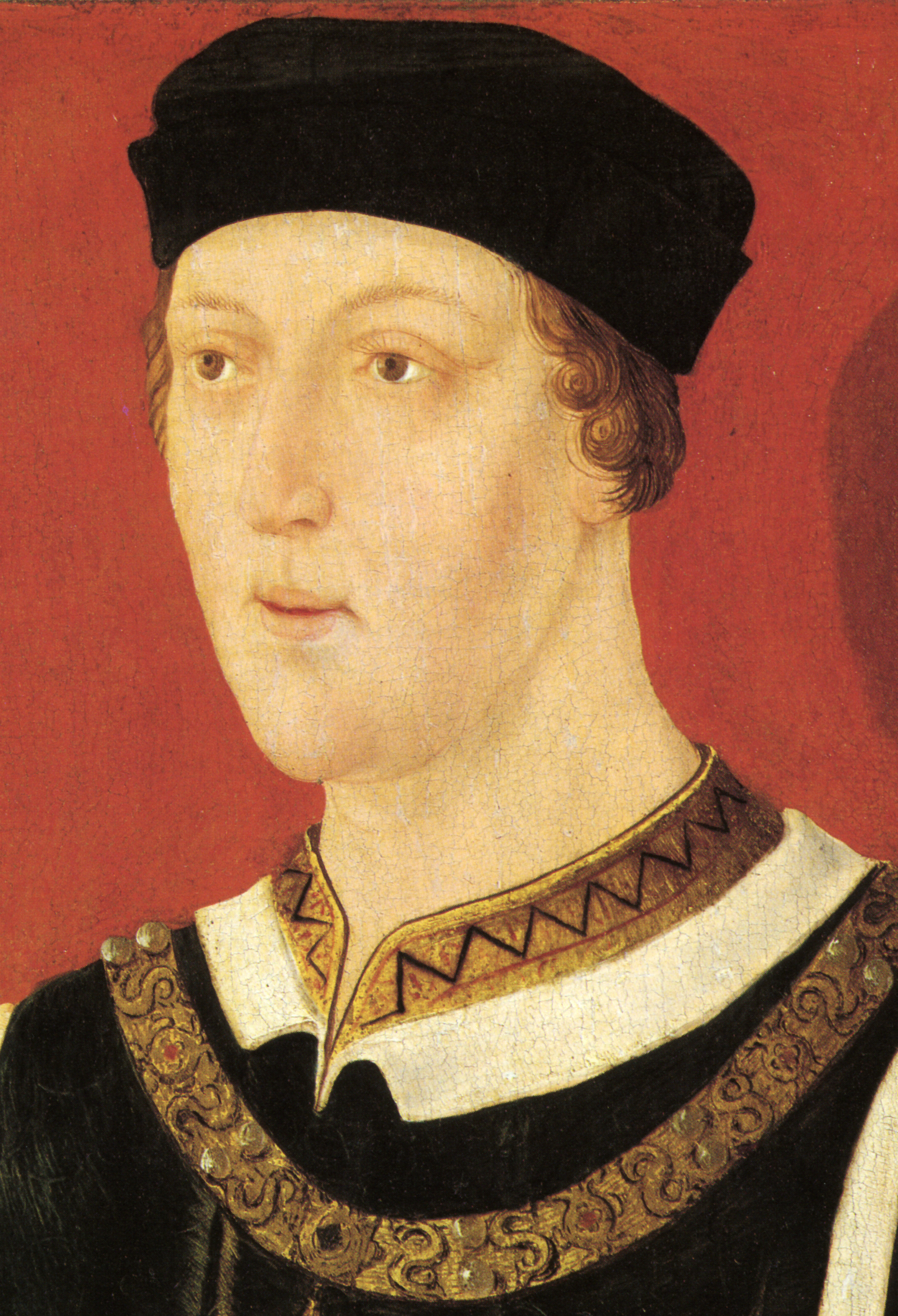
Henrik VI
(1421-1471)

Lancasterkungen Henrik VI omgavs av impopulära styresmän och rådgivare. De mest kända av dessa var Edmund Beaufort, 2:e hertig av Somerset, och William de la Pole, hertig av Suffolk, som bägge anklagades för vanskötsel av styret och dåligt utförande av Hundraårskriget mot Frankrike. Under Henrik VI hade praktiskt taget alla engelska besittningar i Frankrike gått förlorade, inklusive de landområden som hade vunnits under Henrik V. Henrik VI hade börjat anses som en svag, maktlös kung som dessutom hade en mentalsjukdom som vid 1450-talets början ledde till att många menade att Henrik var oförmögen att regera. Ätten Lancasters korta regeringstid hade redan plågats av legitimitetsfrågor och huset York ansåg att de hade större rätt till tronen. Växande missnöje bland folket, det stora antalet stridigheter mellan adelsmän med privata arméer och korruptionen vid Henrik VI:s hov gjorde att det politiska klimatet var redo för inbördeskrig.
När kung Henrik 1453 hade fått det första av flera anfall av nervsammanbrott bildades en förmyndarregering som leddes av en lordprotektor, en post som innehades av den mäktige och populäre Rikard Plantagenet, hertig av York och överhuvud för huset York. Rikard började snart framställa sina anspråk på tronen, med mer och mer fräckhet och mod. Exempelvis lät han kasta Edmund Beaufort i fängelse och hjälpte sina allierade Salisbury och Warwick i ett antal mindre konflikter med starka anhängare till Henrik, såsom hertigarna av Northumberland. Henriks återhämtning 1455 satte stopp för Rikards ambitioner, och hertigen av York fördrevs strax därefter från hovet av Henriks drottning Margareta av Anjou. Eftersom Henrik var en kraftlös ledare framträdde den kraftfulla och aggressiva drottning Margareta som den faktiska ledaren av grenen Lancaster. Drottning Margareta byggde upp en allians mot Rikard och konspirerade med andra adelsmän för att minska hans inflytande. Då Rikard motarbetades mer och mer ledde detta slutligen till väpnad konflikt 1455 i det första slaget vid St Albans.

### Det inledande skedet 1455-1460
Fastän väpnade incidenter mellan anhängare av kung Henrik och hertig Rikard av York hade inträffat tidigare, utspelades den väpnade konflikten i Rosornas krig huvudsakligen mellan 1455 och 1485. 
Rikard, hertigen av York, ledde en liten styrka mot London, och möttes den 22 maj 1455 av Henrik VI:s styrkor vid St Albans norr om London Det relativt småskaliga stridigheterna under första slaget vid St Albans innebar inbördeskrigets inledning. Rikards mål var skenbart att avlägsna "dåliga rådgivare" från kung Henriks sida. Resultatet var ett nederlag för lancasteranhängarna som förlorade många av sina ledare, däribland Edmund Beaufort. Rikard och hans allierade återfick sin inflytelserika ställning, och ett tag verkade båda sidorna chockade över att ett slag faktiskt hade utkämpats och gjorde sitt bästa för att försonas. När Henrik fick ytterligare ett anfall av sin mentalsjukdom utsågs Rikard återigen till lordprotektor, och drottning Margareta, som redan hade avförts från beslutsfattandet i rådet, ställdes under hans beskydd.
Efter det första slaget vid St Albans fick 1455 års kompromiss en viss framgång, med Rikard som den största kraften i rådet även efter Henriks återhämtning. De problem som hade orsakat konflikten kom dock snart tillbaka, och särskilt frågan om huruvida hertigen av York eller Henriks och Margaretas son Edvard skulle ärva tronen. Drottning Margareta vägrade att acceptera varje lösning som gjorde hennes son arvlös. Det stod klart att hon skulle tolerera situationen endast så länge som hertigen av York och hans allierade behöll det militära övertaget. Henrik åkte på eriksgata i Midlands 1456, och Margareta tillät honom inte att återvända till London; kungen och drottningen var populära i Midlands men blev mer och mer impopulära i London där köpmännen upprördes av handelns nedgång och den utbredda oordningen. Kungens hov flyttade till Coventry. Den nye hertigen av Somerset, Henrik Beaufort, seglade då upp som favorit vid det kungliga hovet och gick därmed i sin faders fotspår. Margareta tvingade också Henrik att ta tillbaka de utnämningar som Rikard av York hade gjort som lordprotektor, medan Rikard själv skickades tillbaka till sin post på Irland. Olydnaden i huvudstaden och sjöröveriet på sydkusten ökade, men kungen och drottningen tänkte fortfarande skydda sina egna ställningar. Drottningen införde nu värnplikt för första gången i Englands historia. Under tiden växte i London populariteten för Rikards allierade Warwick, eftersom han stod på borgarklassens sida. Han kom senare att kallas "kungamakaren".
Sedan Rikard återvänt från Irland återupptogs fientligheterna den 23 september 1459 i slaget vid Blore Heath i Staffordshire.  Där misslyckades en stor Lancaster-armé med att hindra en York-styrka under earlen av Salisbury från att marschera från Middleham Castle i Yorkshire och förena sig med Rikard vid Ludlow Castle. Efter en Lancaster-seger i slaget vid Ludford Bridge flydde Edvard (earlen av March; Rikards äldste son, sedermera kung Edvard IV), Salisbury och Warwick till Calais. Huset Lancaster hade nu fullständig kontroll och Somerset utnämndes till guvernör över Calais. Hans försök att kasta ut Warwick slogs lätt tillbaka, och under åren 1459-60 började York-anhängarna till och med utföra räder mot den engelska kusten från Calais vilket ökade på kaoset och oordningen.
År 1460 var Warwick och de andra redo att invadera England, och skaffade sig snabbt fotfäste i grevskapet Kent och i London, där de hade stort stöd. Stödda av ett påvligt sändebud som hade ställt sig på deras sida marscherade de norrut. Henrik ledde en armé söderut för att möta dem, medan Margareta blev kvar i norr med prins Edvard. Slaget vid Northampton, den 10 juli 1460, visade sig ödesdigert för Lancaster-sidan. Med hjälp av förräderi i Lancaster-leden kunde den yorkiska armén under earlen av Warwick infånga kung Henrik och förde honom som fånge till London.

### Rikard blir Henriks arvtagare
I ljuset av sina militära framgångar gick Rikard nu vidare med att framföra sina egna krav på tronen, som han grundade på huset Lancasters illegitimitet.  Efter att ha landstigit i norra Wales anlände han och hans fru Cecily till London med all den pompa och ståt som vanligtvis var förbehållen en monark. Parlamentet samlades, och när Rikard steg in gick han raka vägen till tronen. Han hade förväntat sig att lorderna skulle uppmana honom att bestiga den själv, såsom de 1399 hade gjort med Henrik IV. Istället inställde sig en förvånad tystnad. Han tillkännagav sina krav på tronen, men lorderna, till och med Warwick och Salisbury, chockades av hans antagande. Vid detta stadium hyste de ingen önskan att avsätta kung Henrik. Deras ambitioner inskränkte sig fortfarande till att avlägsna hans dåliga rådgivare.
Dagen därpå uppvisade Rikard ett detaljerat släktträd för att stödja sina krav, som grundades på hans härstamning från Lionel av Antwerpen, och möttes nu av mer förståelse. Parlamentet samtyckte till att diskutera frågan och accepterade slutligen att Rikards krav hade god grund; men med fem rösters majoritet röstade de för att Henrik skulle kvarstå som kung. En kompromiss träffades i oktober 1460 med Act of Accord (en förlikning om den engelska tronföljdsfrågan), vilken erkände Rikard som Henriks efterträdare på tronen. Därmed blev Henriks son, prins Edvard, arvlös. Rikard blev tvungen att acceptera denna kompromiss som det bästa erbjudandet; den gav honom mycket av vad han önskade, särskilt som han också blev Rikets Beskyddare (Protector of the Realm) och kunde styra i Henriks namn. Margareta tvingades lämna London med prins Edvard. Beslutet visade sig oacceptabelt för huset Lancaster, som samlades runt Margareta och byggde upp en stor armé i norr.

### Lancaster slår tillbaka

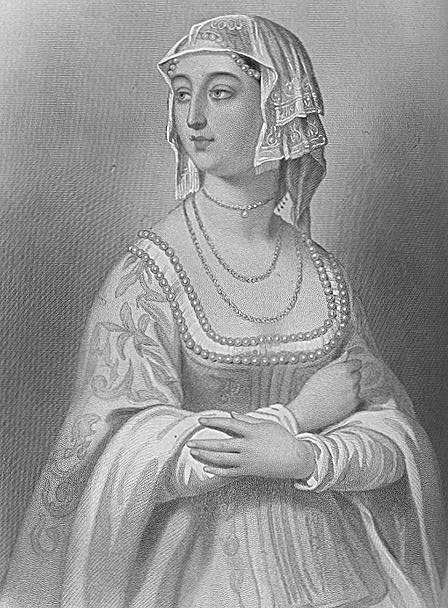
Margareta av Anjou

Hertigen av York lämnade London senare samma år med Salisbury för att konsolidera sin ställning i norr mot drottning Margaretas armé, som nu samlades nära staden York. Rikard gick i försvarsställning vid Sandal Castle nära Wakefield vid julen 1460. Fastän Margaretas armé var mer än dubbelt så stor som Rikards beordrade denne den 30 december sina styrkor att lämna slottet och inleda ett anfall. Hans armé led ett förödande nederlag i slaget vid Wakefield. Rikard stupade under slaget, och Salisbury och Rikards son Edmund, earl av Rutland, togs till fånga och halshöggs. På Margaretas order uppsattes deras tre huvuden vid Yorks stadsportar.
Enligt Act of Accord  ledde händelserna vid Wakefield till att Edvard, earl av March, Rikards äldste son, blev hertig av York och arvinge till tronen. Samtidigt gjorde Salisburys död Warwick, hans arvinge, till den störste jordägaren i England. Margareta reste norrut till Skottland för att fortsätta förhandla om skotskt bistånd. Mary av Gueldres, drottningen av Skottland, gick med på att ge Margareta en armé på villkor att England avträdde staden Berwick-upon-Tweed till Skottland och att hennes dotter skulle trolovas med prins Edvard. Margareta samtyckte, fastän hon inte hade några medel att betala sin armé och endast kunde utlova obegränsat plundringsbyte från det rika Sydengland så länge ingen plundring utfördes norr om floden Trent. Hon förde sin armé till Hull, och rekryterade mer manskap under färden.
Edvard av York mötte under tiden Jasper Tudors armé som kom från Wales och besegrade honom grundligt i slaget vid Mortimer's Cross i Shropshire. Han inspirerade sina mannar med en "vision" av tre solar i gryningen (ett fenomen känt som vädersolar), och sade dem att det var ett förebud om seger och representerade de tre överlevande York-sönerna -- han själv, Georg och Rikard. Detta ledde till, att Edvard senare antog tecknet solen i strålar (sunne in splendour) som sitt personliga emblem.
Margareta var vid det här laget på väg söderut, och orsakade förödelse under sin framfart. Hennes armé försörjde sig genom att plundra de egendomar den intog när den passerade genom det rika Sydengland. I London använde Warwick detta som propaganda för att åter stärka stödet för yorkarna i söder -- staden Coventry bytte sida till York. Warwick misslyckades med att uppbåda en armé tillräckligt snabbt, och utan Edvards armé som förstärkning togs han på sängen av lancastrarnas tidiga ankomst till St Albans. I det andra slaget vid St Albans vann drottningen lancastrarnas mest avgörande seger dittills, och när de yorkiska styrkorna flydde lämnade de efter sig kung Henrik som hittades oskadd under ett träd. Omedelbart efter slaget dubbade Henrik trettio Lancaster-soldater till riddare. När den Lancaster-armén avancerade söderut svepte en våg av skräck genom London, där rykten om de vilda nordbornas avsikt att plundra staden var vanliga. Folket i London stängde stadsportarna och vägrade tillhandahålla utfodring åt drottningens armé, som plundrade de omgivande grevskapen Hertfordshire och Middlesex.

### Yorks triumf 1461-1468
Under tiden avancerade Edvard mot London västerifrån, där han hade slutit sig samman med Warwick. Då detta sammanföll med att drottningen retirerade norrut, till Dunstable, gjorde detta att Edvard och Warwick kunde intåga i London med sin armé. De välkomnades av staden, som till största delen stod på den yorkiska sidan, med entusiasm, pengar och förnödenheter. Edvard kunde inte längre hävda att han bara försökte slita kungen från sina dåliga rådgivare. Då hans far och bror hade dödats vid Wakefield hade detta blivit ett slag om själva kronan. Edvard behövde nu auktoritet, och den verkade nu vara inom räckhåll, när biskopen av London frågade folket i London om deras uppfattning och de svarade med att ropa "Kung Edvard". Detta bekräftades snabbt av parlamentet och Edvard blev inofficiellt krönt i en hastigt arrangerad ceremoni i Westminster Abbey under stort bifall. Edvard och Warwick hade således erövrat London, fastän Edvard svor på att han inte skulle ha en formell kröning innan Henrik och Margareta var avrättade eller i landsflykt. Han tillkännagav också att Henrik hade förverkat sin rätt till kronan, genom att tillåta sin drottning att ta till vapen mot hans rättmätiga arvingar enligt ackordsakten, fastän det nu allmänt sades att Edvard bara var en restauration av den rättmätige arvingen på tronen, vilket varken Henrik eller hans lancastriska föregångare hade varit. Det var detta argument som parlamentet hade accepterat året innan.
Edvard och Warwick marscherade därefter norrut och samlade ihop en stor armé på vägen, samt mötte en lika imponerande Lancaster-armé vid Towton. Slaget vid Towton, nära York, var det dittills största slaget i Rosornas krig. Uppskattningsvis 80 000 man deltog i slaget, och över 20 000 dog, vilket på den tiden var en enorm siffra. Den nye kungen och hans armé vann en avgörande seger, och Lancaster-sidan decimerades då de flesta av deras ledare stupade. Henrik och Margareta, som väntade i York med sin son Edvard, flydde norrut när de fick höra resultatet. Många av de överlevande Lancaster-adelsmännen bytte nu sida till kung Edvard. De som inte gjorde det drevs tillbaka till de norra gränstrakterna och några få slott i Wales. Edvard avancerade för att inta York där han möttes av sin fars, brors och Salisburys ruttnande huvuden. Dessa ersattes snabbt med huvuden från besegrade herrar från Lancaster-sidan, såsom den ökände lord Clifford av Skipton-Craven, som hade beordrat avrättningen av Edvards bror Edmund, earl av Rutland, efter slaget vid Wakefield.
Henrik och Margareta flydde till Skottland och slog sig ner vid Jakob III:s hov, där de fullföljde sitt tidigare löfte att avträda Berwick-upon-Tweed till Skottland och ledde en invasion av Carlisle senare samma år. Men på grund av att de saknade pengar slogs de lätt tillbaka av Edvards män som höll på att rensa bort de återstående lancastriska styrkorna i de norra grevskapen.
Edvard IV:s officiella kröning ägde rum i juni 1461 i London, där han fick ett extatiskt välkomnande av sina anhängare som den nye kungen av England. Edvard kunde regera i relativ fred i tio år. I norr kunde Edvard inte säga sig ha fullständig kontroll förrän 1464. Förutom flera uppror fanns där flera slott med krigsherrar på Lancaster-sidan som höll ut i åratal. Dunstanburgh, Alnwick Castle (familjen Percys säte) och Bamburgh var några av de sista som föll. Det allra sista Lancaster-fäste att ge upp var den mäktiga fästningen Harlech Castle i Wales, som intogs 1468 efter en sju år lång belägring. Den avsatte kung Henrik infångades 1465 och hölls som fånge i Towern där han tills vidare behandlades någorlunda väl.
År 1464 ägde ytterligare två uppror av anhängare till Lancaster rum. Den första sammandrabbningen var slaget på Hedgeley Moor den 25 april, och den andra slaget vid Hexham den 15 maj. Båda upproren slogs ner av Warwicks bror, John Neville, markis av Montagu.

### Återupptagande av stridigheterna 1469-1471
Under perioden 1467-70 skedde en markant och snabb nedgång i relationen mellan kung Edvard och hans tidigare mentor den mäktige Rikard Neville, earl av Warwick - "Kungamakaren". Detta hade flera orsaker, men grundade sig ursprungligen i Edvards beslut att 1464 i hemlighet gifta sig med Elizabeth Woodville. Edvard tillkännagav sedan sitt giftermål som fullbordat faktum. Detta var mycket pinsamt för Warwick som hade förhandlat om äktenskap mellan Edvard och en fransyska, övertygad som han var om behovet av en allians med Frankrike. Denna pinsamhet övergick i bitterhet, när familjen Woodville favoriserades vid hovet på familjen Nevilles bekostnad. Andra faktorer spädde på Warwicks besvikelse: att Edvard föredrog en allians med Burgund (framför Frankrike), och Edvards motvilja mot att tillåta sina bröder, George, hertig av Clarence och Rikard att gifta sig med Warwicks döttrar Isabella Neville respektive Anne Neville. Dessutom var Edvards allmänna popularitet i dalande under denna period, med högre skatter och ständiga brott mot lag och ordning.
När år 1469 instundade hade Warwick allierat sig med Edvards bror George. De samlade ihop en armé, som besegrade kungen i slaget på Edgecote Moor och spärrade in Edvard i Middleham Castle i Yorkshire. Warwick lät avrätta drottningens far Rikard Woodville, 1:e earl Rivers. Han tvingade Edvard att sammankalla parlamentet i York, vid vilket han planerade att förklara Edvard illegitim. Kronan skulle då gå till Clarence såsom Edvards uppenbare arvinge. Landet var dock i uppror och Edvard lyckades kalla på sin lojale bror Rikard och majoriteten av adelsmännen. Rikard anlände i spetsen för en stor styrka och befriade kungen.
Warwick och Clarence stämplades som förrädare och tvingades fly till Frankrike, där Ludvig XI 1470 pressades av den landsflyktiga Margareta av Anjou att hjälpa henne invadera England och återta hennes fängslade makes tron. Det var kung Ludvig som föreslog en allians mellan Warwick och Margareta, ett förslag som ingen av de gamla fienderna till en början tyckte om. Då de så småningom insåg de potentiella fördelarna gick de med på planerna. Dock hoppades otvivelaktigt de båda på olika resultat: Warwick på en marionettkung i form av Henrik eller hans unge son; Margareta på att kunna återta sin familjs områden. I vilket fall som helst anordnades bröllop mellan Warwicks dotter Anne Neville och Margaretas son, den tidigare prinsen av Wales, Edvard av Westminster, och Warwick invaderade England på hösten 1470.
Denna gång var det Edvard IV som tvingades fly landet, när John Neville bytte sida för att stödja sin bror Warwick. Edvard var oförberedd på ankomsten av Nevilles stora styrka norrifrån och fick beordra sin armé att sprida ut sig. Edvard och Rikard flydde från Doncaster till kusten och därifrån till Holland och exil i Burgund. Warwick hade redan invaderat från Frankrike och hans planer på att befria och återinsätta Henrik VI på tronen förverkligades snart. Henrik VI paraderade genom Londons gator som den återinsatte kungen i oktober och Edvard och Rikard stämplades som förrädare. Warwicks lycka blev dock kortlivad. Han gapade över för mycket, när han planerade att invadera Burgund med kungen av Frankrike, frestad av kung Ludvigs löften om territorier i Nederländerna som belöning. Detta fick Karl den djärve av Burgund att komma till Edvards hjälp. Han tillhandahöll finansiella medel och en armé för att påbörja en invasion av England 1471. Edvard besegrade Warwick i slaget vid Barnet 1471. De återstående Lancaster-styrkorna krossades i slaget vid Tewkesbury och prins Edvard av Westminster, Lancasters tronarvinge, dödades. Strax därefter, den 14 maj 1471, mördades Henrik VI för att stärka Yorks grepp om tronen.

### Rikard III

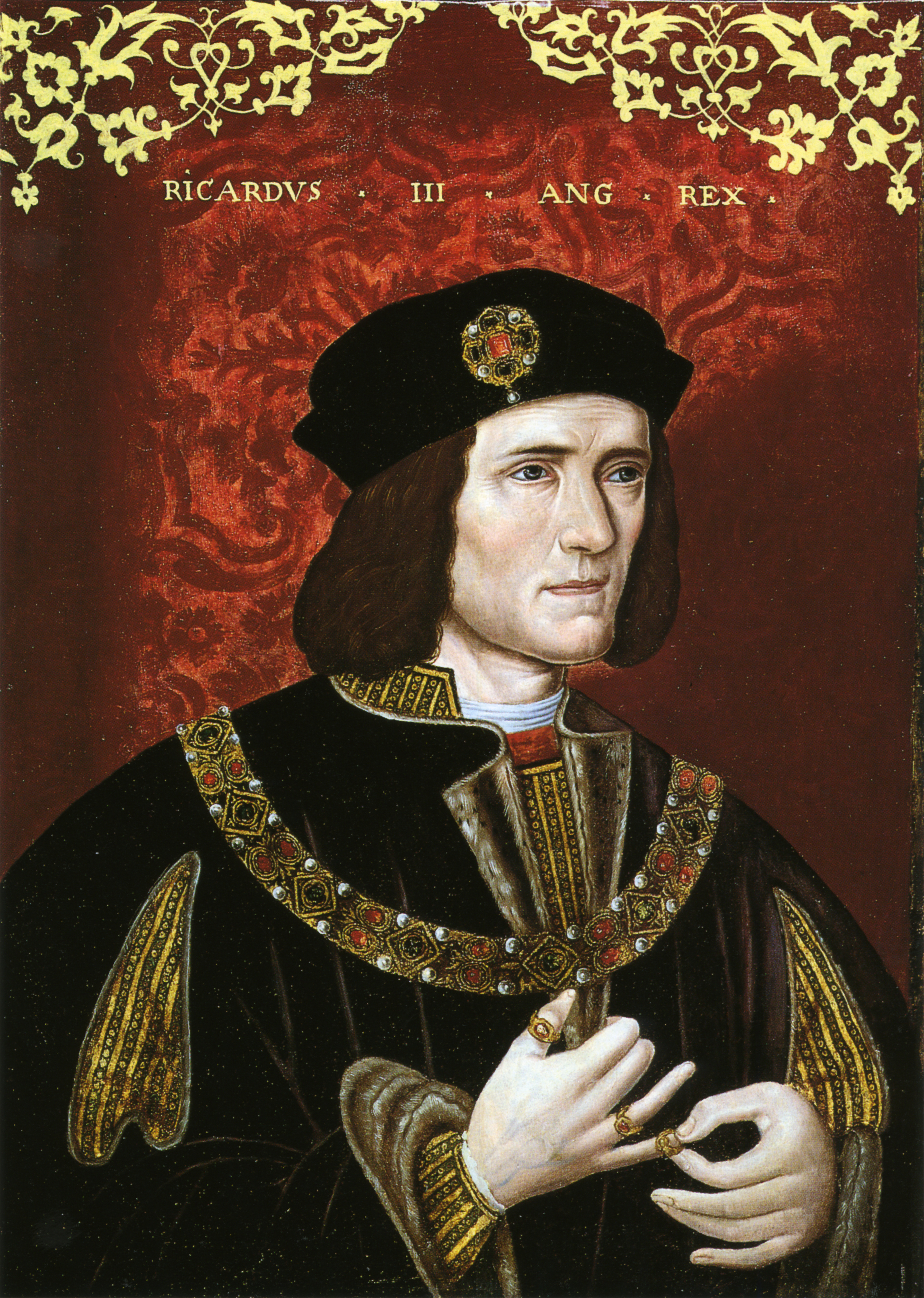
Rikard grep makten, genom att hävda att brorsönerna Edvard V och Rikard var illegitima.

Återinsättandet av Edvard IV 1471 ses ibland som slutet på Rosornas krig. Under återstoden av Edvards regering rådde fred, men när han plötsligt dog 1483 utbröt det politiska och dynastiska kaoset igen. Under Edvard IV hade schismer uppstått mellan drottningens Woodville-släktingar - Anthony Woodville, 2:e earl Rivers, och Thomas Grey, 1:e markis av Dorset -  och andra som motsatte sig familjen Woodvilles nyfunna status vid hovet och såg dem som makthungriga uppkomlingar och parvenyer. Vid tiden för Edwards för tidiga död var hans arvinge, Edvard V, bara tolv år gammal. Familjen Woodville var i stånd att influera den unge kungens framtida regering, eftersom Edward V hade uppfostrats under earl Rivers förmyndarskap i Ludlow Castle. Detta var för mycket för Woodvilles motståndare att bära, och i kampen om förmyndarskapet över den unge kungen och kontrollen av rådet blev Edvards bror Rikard (som skulle bli Rikard III), som hade utsetts till Beskyddare av England (Protector of England) av Edvard IV på dennes dödsbädd, den faktiske ledaren för Woodvilles motståndare.
Med hjälp av William Hastings och Henry Stafford kidnappade Rikard den unge kungen från familjen Woodville vid Stony Stratford i Buckinghamshire. Edvard V hölls sedan under Rikards uppsikt i Towern, där han senare fick sällskap av sin yngre bror, den nioårige Rikard av Shrewsbury, hertig av York. Efter att ha tillskansat sig pojkarna, hävdade Rikard sedan att Edvard IV:s giftermål med Elizabeth Woodville var ogiltigt, och att de två pojkarna därför var utomäktenskapliga. Parlamentet höll med om detta, och antog Titulus Regius, som officiellt gjorde Rikard till kung Rikard III. De två fängslade pojkarna, kända som "prinsarna i Towern", försvann. Troligen blev de mördade; frågan av vem och på vems order är  fortfarande ett av de mest kontroversiella ämnena i engelsk historia.
Eftersom Rikard var Yorks bäste general accepterade många honom som härskare. Han borde kunna hålla kvar York vid makten bättre än en pojke, som skulle ha tvingats styra genom ett råd av förmyndare. Lancasters förhoppningar, å andra sidan, stod nu till Henrik Tudor, vars far, Edmund Tudor, den förste earlen av Richmond, var utomäktenskaplig halvbror till Henrik VI. Henriks tronanspråk gick dock genom hans mor Margareta Beaufort, en ättling till Edvard III via John Beaufort, 1:e earl av Somerset, en sonson till Edward III som också var utomäktenskaplig son till Johan av Gent.

### Henrik Tudor

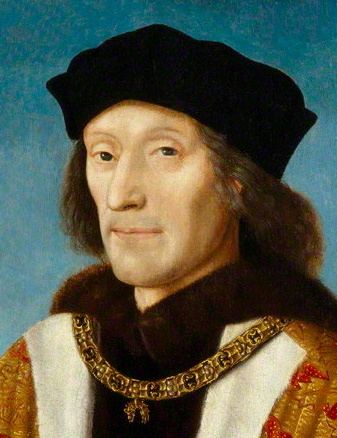
Henrik Tudor besegrade Rikard III vid slaget vid Bosworth Field.

Henrik Tudors styrkor besegrade Rikards i slaget vid Bosworth Field 1485 och Henrik Tudor blev kung Henrik VII av England. Rikard stupade i slaget och blev därmed historisk som den sista engelske kungen som dött på ett slagfält. Henrik stärkte därefter sin ställning genom att gifta sig med Elizabeth av York, dotter till Edvard IV och den kvarvarande person i York som kunde ställa starkast krav på kronan. Han återförenade därmed de två kungaätterna och slog ihop de båda rivaliserande symbolerna (de röda och vita rosorna) till det nya emblemet, den röda och vita tudorrosen. Henrik säkrade sin position genom att avrätta alla möjliga tronpretendenter närhelst han fick tag på dem. Denna politik fortsatte hans son, Henrik VIII.
Många historiker anser att Henrik VII:s trontillträde markerar slutet på Rosornas krig. Andra hävdar att Rosornas krig avslutades med Slaget vid Stoke 1487, som kom att utkämpas på grund av att en tronpretendent gjorde sin röst hörd. Detta var en pojke vid namn Lambert Simnel, som var mycket lik den unge Edvard, earl av Warwick - den starkaste överlevande manlige tronpretendenten från huset York. Eftersom den unge earlen fortfarande var vid liv och i kung Henriks vård var tronpretendentens plan dömd att misslyckas från början. Ingen kunde betvivla att Simnel var en bedragare. Vid Stoke segrade Henriks styrkor ledda av John de la Pole, earl av Lincoln - som hade utsetts av Rikard III som tronarvinge, men hade försonats med Henrik efter slaget vid Bosworth Field - varvid den återstående yorkiska oppositionen effektivt rensades bort. Simnel benådades för sitt deltagande i upproret, och fick arbeta i det kungliga köket. Ytterligare en tronpretendent; Perkin Warbeck kom att strida om kungamakten.

## Nyckelfigurer
- Kungar av England
  - Henrik VI (Lancaster)
  - Edvard IV (York)
  - Edvard V (York)
  - Rikard III (York)
  - Henrik VII (Lancaster)
- Kända motståndare 1455-1487
  - York
    - Rikard, hertig av York
    - Rikard Neville, earl av Warwick (Kungamakaren)
    - Rikard Neville, earl av Salisbury
    - John Neville, markis av Montagu
    - William Neville, earl av Kent Lord Fauconberg, earl av Kent
    - Thomas Faucomberge

  - Lancaster
    - Margareta av Anjou, drottning
    - Sir Henry Percy, 2:e earl av Northumberland
    - Henry Percy, 3:e earl av Northumberland
    - Edmund Beaufort, 2:e hertig av Somerset
    - Henrik Beaufort, hertig av Somerset
    - Rikard Neville, earl av Warwick (bytte sida)
    - Jasper Tudor, 1:e hertig av Bedford och earl av Pembroke
    - Lord Clifford